# اهل اصنبة (لهللات)
اهل اصنبة هو دُوَّار يقع بجماعة السعيدات، إقليم شيشاوة، جهة مراكش آسفي في المملكة المغربية. ينتمي الدوّار لمشيخة لهللات التي تضم 12 دوار. يقدر عدد سكانه بـ 616 نسمة حسب الإحصاء الرسمي للسكان والسكنى لسنة 2004.

## روابط خارجية
- البوابة الوطنية للجماعات الترابية
- المندوبية السامية للتخطيط